# SMErobot
SMErobot war ein integriertes Projekt, gefördert im 6. Rahmenprogramm der Europäischen Union (FP6) unter der Fördernummer 011838, zur Stärkung der Wettbewerbsfähigkeit kleiner und mittelständischer Produktionsbetriebe. Das Projekt war auf vier Jahre ausgelegt und wurde um drei Monate verlängert. Projektstart war am 1. März 2005, Projektende war der 31. Mai 2009.
Das Nachfolgeprojekt aus dem 7. Rahmenprogramm der Europäischen Union (FP7) heißt SMErobotics und startete am 1. Januar 2012 und endete am 30. Juni 2016.

## Forschungsergebnisse und öffentliche Präsentationen
Vom 7. bis 8. Mai 2009 nahm das Projekt an der Ersten Europäischen KMU-Woche (SME week) teil und präsentierte alle Forschungsergebnisse in einem abschließenden, zweitägigen Final Workshop. Zu sehen waren unter anderem folgende (insgesamt 20) Forschungsergebnisse.
- eine Plug’n’Produce-Zelle für den Griff in die Kiste
- Programmierung durch manuelles Führen und grafische Nachbearbeitung
- ein Schreinerei-Assistent
- ein Tischroboter mit PKM/Tau-Prinzip für den Unterricht sowie
- Des Werkers dritte Hand

Vom 10. bis 13. Juni 2008 präsentierte SMErobot Automatisierungslösungen für kleine und mittelständische Fertigungen auf der Messe AUTOMATICA 2008 in München. Folgende Ergebnisse waren unter anderen zu sehen
- Ein neuer Roboter mit Parallelkinematik für industrielle Anwendungen (z. B. Gießereien)
- Ein SMART Roboter für jeden Fertigungsbereich (z. B. in der Umformtechnik)
- Ein Roboter als dritte Hand des Werkers (universell einsetzbar)
- Ein Schreinereiassistent (für kleine und mittelständische Handwerksbetriebe)
- Ein “Plug-and-Produce”-Tischroboter für den Unterricht
- Ein Instrument für Lebenszykluskosten-Bewertung sowie
- Trainingswerkzeuge zur Unternehmensentwicklung

## Forschungsziele
Angepasst an die typischen Einsatzfelder kleiner und mittelständischer Produktionsbetriebe sollen in SMErobot grundlegend neue Automatisierungslösungen entwickelt werden, die auf einer neuen Generation von Industrierobotersystemen basieren:
- Die SMErobot-Systeme sollen gleitende Automatisierungsgrade bei niedrigen Lebenszyklus-Kosten erlauben.
- Neue Geschäftsmodelle sollen Optionen zur Finanzierung und zum Betrieb von Automatisierungslösungen, bei variabler, unsicherer Stückzahl, kurzer Produktlebensdauer und einfacher Qualifizierung des Personals, schaffen.
- Die Wertschöpfungskette von der Einsatzplanung über den Betrieb bis zur Instandhaltung soll im Hinblick auf den Bedarf mittelständischer Endanwender gestrafft werden.

## Innovationen
Für Automatisierungslösungen in kleinerem Maßstab sind grundlegende Innovationen notwendig. Daher sollen neue Roboterkinematiken und -komponenten, neue Anlagentechnologien sowie neue Kalibrierungs- und Programmiermethoden entwickelt werden, um folgende Innovationen zu realisieren:
1. Roboter, die in der Lage sind, menschliche Anweisungen auszuführen[7]
2. Sichere und produktive Technologien für die Interaktion von Robotern und Menschen in einer gemeinsamen Arbeitsumgebung[8]
3. Roboteranlagen, die innerhalb von drei Tagen in einer neuen Arbeitsumgebung an neue Prozesse angepasst werden können.[9]

## Forschungskonsortium
Zum ersten Mal haben die fünf größten europäischen Roboterhersteller ihre Kräfte im Projekt SMErobot gebündelt, um eng mit Herstellern von Schlüsselkomponenten, mit führenden Forschungsinstituten und Universitäten sowie mit Beratern für interdisziplinäre FuE, Öffentlichkeitsarbeit und Schulungsprogramme zusammenzuarbeiten.
Das Projekt wird vom Fraunhofer-Institut für Produktionstechnik und Automatisierung koordiniert und zusammen mit der GPS Gesellschaft für Produktionssysteme geleitet. Zentraler Aspekt des Projekts ist die Einbindung von KMU in die Arbeit und Struktur des Konsortiums. Zu diesem Zweck wurde die SMEEIG, eine Europäische Wirtschaftliche Interessenvereinigung, gegründet, in der sich die KMUs zusammenschließen. Die SMEEIG wird von Pro Support B.V., Niederlande, geleitet.

## Externe Berichte
- WirAutomotisierer (Juli 2009[10])
- computer&automation (vom 13. Mai 2009[11])
- The Economist (vom 19. Juni 2008[12])
- das Handelsblatt (vom 29. Mai 2008[13])
- Süddeutsche Zeitung (13. Juni 2008, S. 13, 14. Mai 2008, S. 29 und 28. Mai 2008)
- Metalunvers (Spanien) (vom 2. Juni 2008[14])
- Industrie et Technologies (Frankreich)[15]
- Ny Teknik (Schweden) (vom 4. Juni 2008[16], 11. Juni 2008[17] und vom 12. Juni 2008[18])